# Пані лицар
«Пані лицар» (англ. Lady Knight) — фентезійний роман американської письменниці Даян Двейн з серії «Захисник менших», опублікований 2002 року. Ця книга є першою появою Кела як Лицаря Рілма.

## Сюжет
Нарешті оголошено війну з сусідньою країною Сканра, і Кел виявляється відповідальною за табір біженців. Її окружний командир, Лорд Вілдон, вирішив не доручати Кел контроль над прикордонною заставою чи частиною армії, як іншим лицарям, тому вона впевнена, що він хоче залишити її, яку, як жінку, вважає нижчою в бою самцям — поза боями. Однак виявилося, що її обрали на цю посаду, тому що вона єдиний лицар, якого знає Вілдон, який не став би дискримінувати людей неблагородної крові. Незабаром Кел розуміє, що ці біженці, вирвані з домівок, позбавлені багатства та самоповаги, є її відповідальністю. Вона повинна нагодувати їх, розмістити і захистити від біди занадто близько до кордону Сканрану. Вона здатна бути героїнею навіть поза полем бою.
Під час роботи в таборі, який Кел називає Хейвен, жінці допомагають її давні друзі Ніл і Меррік, коні Пічблоссом і Хоші, собака Джамп і її особиста зграя горобців, а також незліченний натовп інших людей: дикий маг Дейн; Коханець Дайн, великий маг Нумайр Салмалін; Батько Ніла, герцог Берд Квінсковський; колишній лицар-майстер Кела Рауль із Голденлейка та Мелоріс Пік; люди Короля (включаючи друга Кела та двоюрідного брата Ніла, сержанта Домітана з Масболле); засуджені солдати, які опинилися перед вибором воювати в армії або померти на каторзі; декілька сотень розчарованих біженців, які отримали занадто багато порожніх обіцянок від дворян; контрабандисти; а також молодий хлопець-сирота, який володіє дикою магією для коней на ім'я Тобе.
У той час як Кел бореться між своїми обов’язками та бажанням просто покинути табір і розпочати справжню боротьбу, над нею висить інший обов’язок. Напередодні початку війни вона отримала завдання від Палати випробувань: знайти та знищити мага, чия некромантія створює гігантські, стрімкі, смертоносні металеві машини з душ дітей, відомі Торталланам як «вбивчі пристрої». Але, прив’язана до табору, вона не може його переслідувати. Однак, коли літо минає, а війна загострюється, події розвиваються настільки стрімко, що цей збочений маг та його безсвідомий військовий лідер постає на шлях Кел, і, зрештою, її рішучість піддається випробуванню, й вона та весь Тортал дізнаються, чи вона справді гідна свого щита.
Після місяців напруженої роботи з біженцями Кел відчуває, що вони здатні подбати про табір, допоки її не буде на декілька днів, щоб передати запитуваний усний звіт лорду Вілдону. Однак, коли Тобе привозять у фортецю, втомлену від тривалого шляху з табору біженців Кела, вона розуміє, що щось відбувається не так. Сканрани захопили її людей, і Кел вірить, що діти будуть використані для створення жахливих металевих пристроїв для вбивства, які тероризують Торталл. Гірше того, лорд Уілдон забороняє їй йти за ними. Їй залишається вибір: підкорятися наказам Вілдона та залишити своїх людей для вбивчих пристроїв або піти за ними і, ймовірно, бути оголошеною зрадницею.
Поховавши декількох загиблих у Гейвені, Кел обманом змушує своїх охоронців повернутися до лорда Вілдона без неї, і починає, на її думку, довгу й жахливу подорож на територію ворога. На її превеликий подив і розчарування, незабаром до приєднується Ніл, декілька її однокурсників, Овен, Тоуб і учасники королівської власності. Вони йдуть шляхом викрадених біженців через смертоносну річку Васса до Сканри. Серія сварок призвела до виснаження охоронців Сканрана й порятунку дорослих біженців та охоронців-каторжан Гейвена. Продовжуючи стежити за викраденими дітьми, вони потрапляють до Фейфа Ратхаусака, і в останній битві між торталланцями та сканранами Блейс гине, а жителі Ратхаусака звільняються від його тиранії.
Торталланці та жителі села Ратхаусак повертаються через кордон до Торталла. У відплату за непокору наказам їй доручили побудувати новий табір для біженців, відомий як Нова надія, і керувати ним.

## Еррата
Існує незначна помилка безперервності між «Пані лицар» і «Нестримною Левицею», четвертою книгою попереднього квартету «Пісня Левиці», яка стосується Кімнати випробувань. У першому розділі «Пані лицар» («Штормові попередження») колишній лицарський магістр Кела Рауль з Голденлейка розповідає їй, що нікого не пустили в Кімнату вдруге за всю історію. Це суперечить подіям у 8-му розділі «Левиці, що розгулює» («Перехрестя в часі»), де Джонатан з Конте вдруге входить до Кімнати для Випробування королів — його першим досвідом було його Випробування лицарством.